# Blouberg
Blouberg  (Blaauwberg en afrikaans) est une banlieue de la métropole du Cap en Afrique du Sud. Blouberg est situé sur la Baie de la Table au nord du centre-ville de la ville du Cap. 

## Étymologie
Le nom Blouberg ou Blaauwberg signifie littéralement montagnes bleues en afrikaans et provient du nom d'une montagne voisine. 

## Quartiers
Situé immédiatement au nord de Milnerton, le faubourg de Blouberg comprend 21 secteurs et quartiers : Big Bay, Bloubergrant, Blouberg Rise, Blouberg Sands, Bloubergstrand, Doornbach, Dunoon, Dunoon School Site Informal, Nora Grose, Killarney, Killarney Gardens, Milnerton Industrial, Parklands, Parklands Ext, Richwood, Rosendal, Sunningdale, Sunridge, Table View, West Beach et West Riding.

## Démographie
Selon le recensement de 2011, le faubourg de Blouberg compte 106 222 résidents, majoritairement issus de la communauté blanche (44,67 %). 
Les noirs, population majoritaire en Afrique du Sud, représentent 44,38 % des habitants tandis que les coloureds, majoritaires dans la province du Cap-Occidental, ne représentent que 6,50 % des habitants.
Faubourg encore très marqué par l'apartheid, Dunoon et Doornbach sont des townships quasi exclusivement habités par la population noire. À l'inverse, les quartiers cosmopolites de Parklands Ext et Rosendal sont les moins ségrégués. 
La langue maternelle dominante au sein de la population est l'anglais sud-africain (43,68 %) suivi du xhosa (27,50 %) et de l'afrikaans (14,70 %).

## Historique
La côte de Blouberg joua un rôle important dans l'histoire de l'Afrique du Sud. C'est sur la colline de Blouberg que la seconde occupation britannique de la colonie du Cap débuta après la victoire en 1806 du Général David Baird et du corps expéditionnaire anglais sur les forces armées de la compagnie des Indes néerlandaises commandées par le Général Janssens.

## Circonscriptions électorales
La commune de Blouberg se situe dans le 1er et 4e arrondissement du Cap et se partage entre 3 circonscriptions municipales:
- la circonscription 4 (Cape Farms District B - Century City au sud-est de Bosmansdam Road, Ocean spirit Avenue et Ratanga Road, au nord-est de Sable Road, au nord ouest de la N1, au sud-ouest de Summer Greens - Killarney Gardens - Milnerton - Montague Gardens - Potsdam - Summer Greens - Tableview) dont le conseiller municipal est Joy McCarthy (DA)
- la circonscription 23 (Melkbosstrand - Table View - Cape Farms - District B à l'est de West Coast Road et ouest de la R304 et au nord de Sunningdale/Parklands- Big Bay - Blaauwbergstrand - Blouberg) dont le conseiller municipal est Nora Grose (DA)
- la circonscription 107 (Flamingo Vlei - Parklands - Sunningdale - Tableview - West Riding) dont le conseiller municipal est Heather Brenner (DA)[2]

## Tourisme
La plage de Bloubergstrand est un endroit populaire connue pour sa vue imprenable sur la Montagne de la Table. 